# Royal Tyrrell Museum

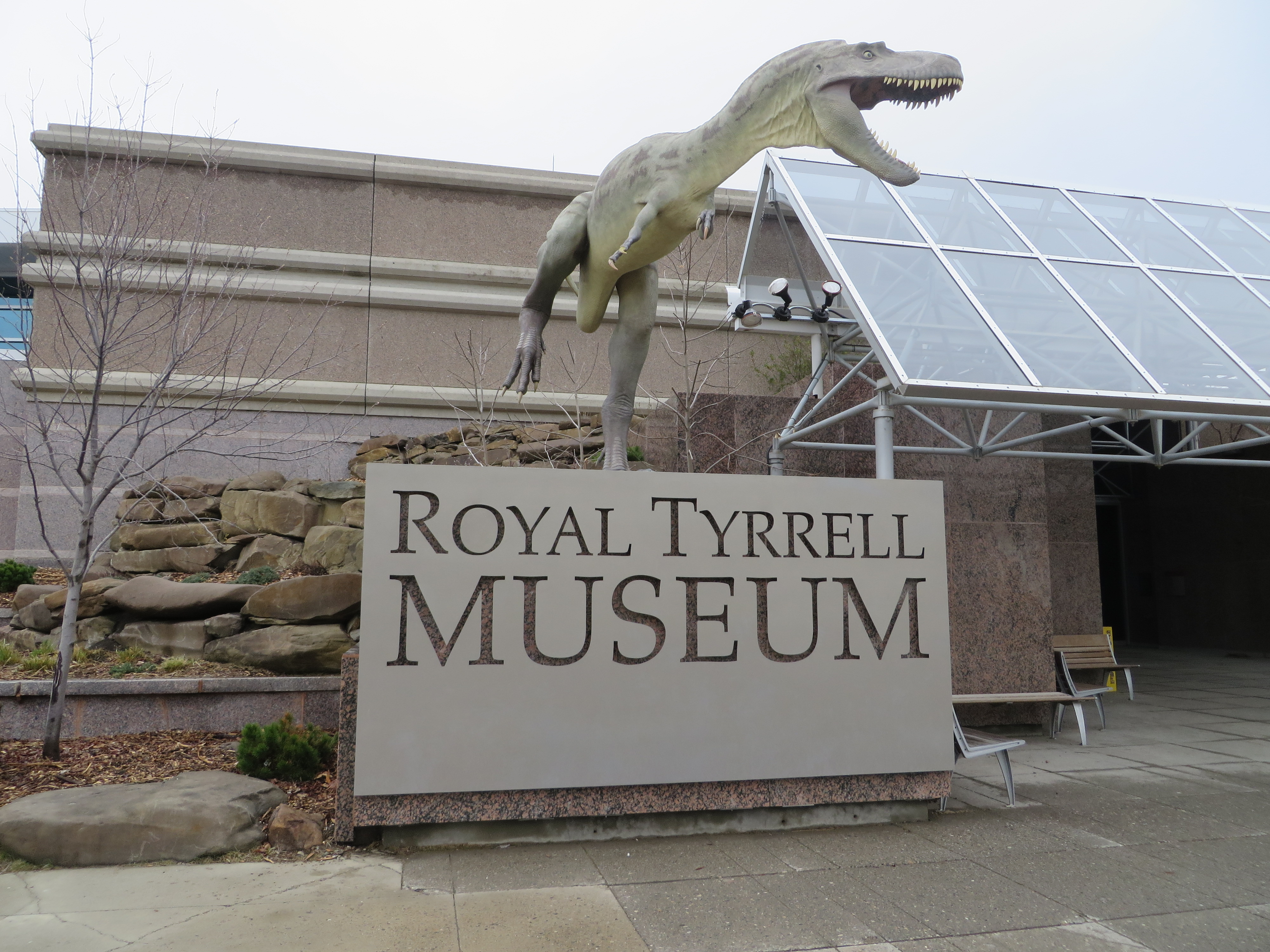
L'ingresso del Royal Tyrrell Museum

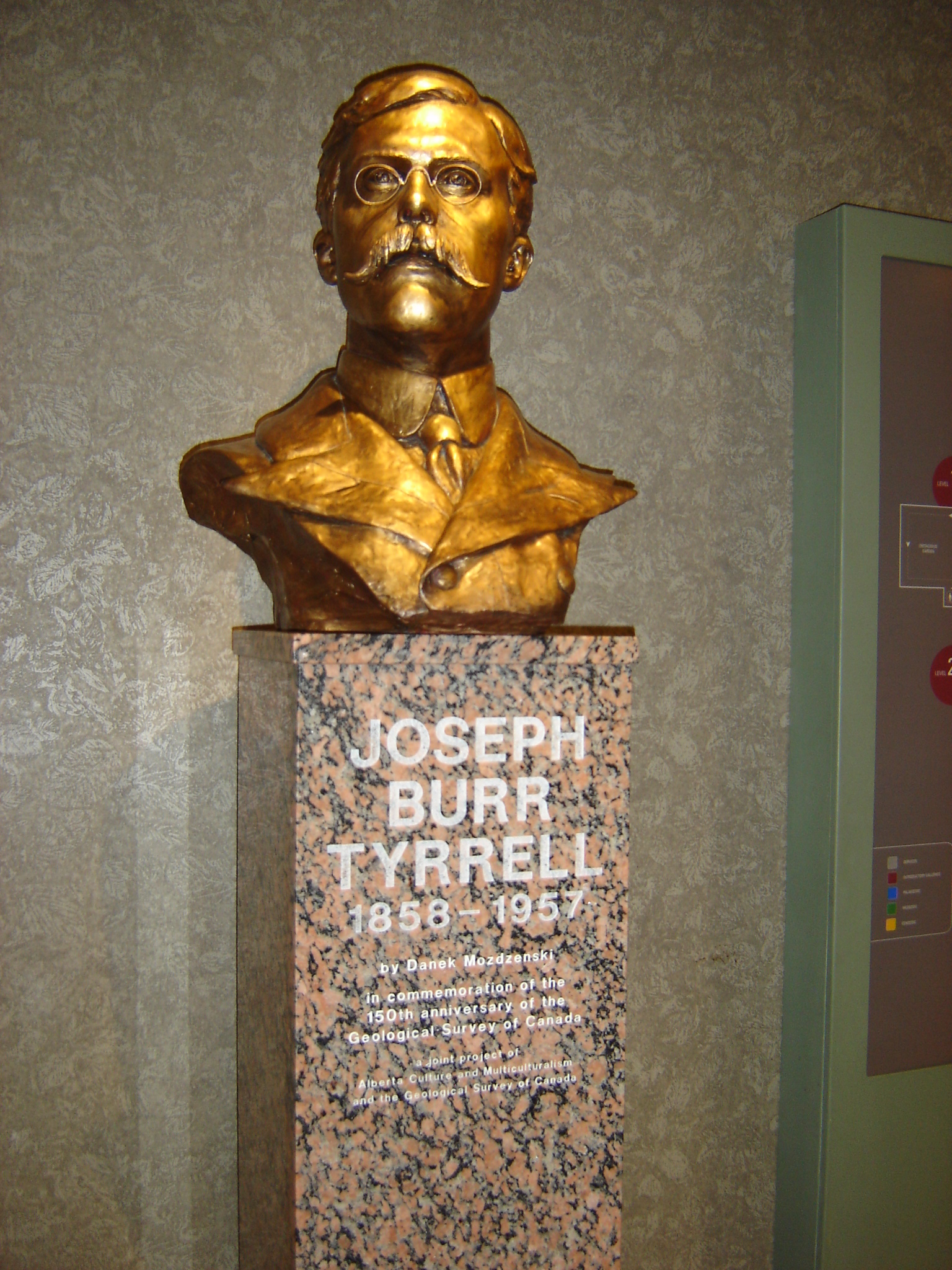
Busto di Joseph Tyrrell nel museo

Il Royal Tyrrell Museum è un museo e un centro di ricerca paleontologico situato presso il giacimento fossilifero del tardo Cretaceo denominato "Horseshoe Canyon Formation", a circa 6 km a nord-ovest di Drumheller (Alberta, Canada) e a circa 135 km a nord-est dalla città più grande dello stato, Calgary.
È un'attrazione turistica gestita dal ministero della cultura dell'Alberta. ed ospita una collezione di più di 130.000 fossili.
Il museo fa parte della Canadian Museums Association (CMA), del Canadian Heritage Information Network (CHIN), e del Virtual Museum of Canada (VMC) - Musée virtuel du Canada.

## Storia
Il museo fu intitolato a Joseph Burr Tyrrell, il geologo che nel 1884, mentre era alla ricerca di giacimenti di carbone scoprì per caso i fossili nella valle del fiume Red Deer (Red Deer River valley) e rese nota la scoperta. Il dinosauro carnivoro, di cui furono rinvenuti i resti, fu più tardi chiamato Albertosaurus sarcophagus
Il museo è stato inaugurato il 25 settembre 1985 ha ricevuto lo status di "Royal Museum" ("museo reale") nel 1990.

## Collezioni e sale

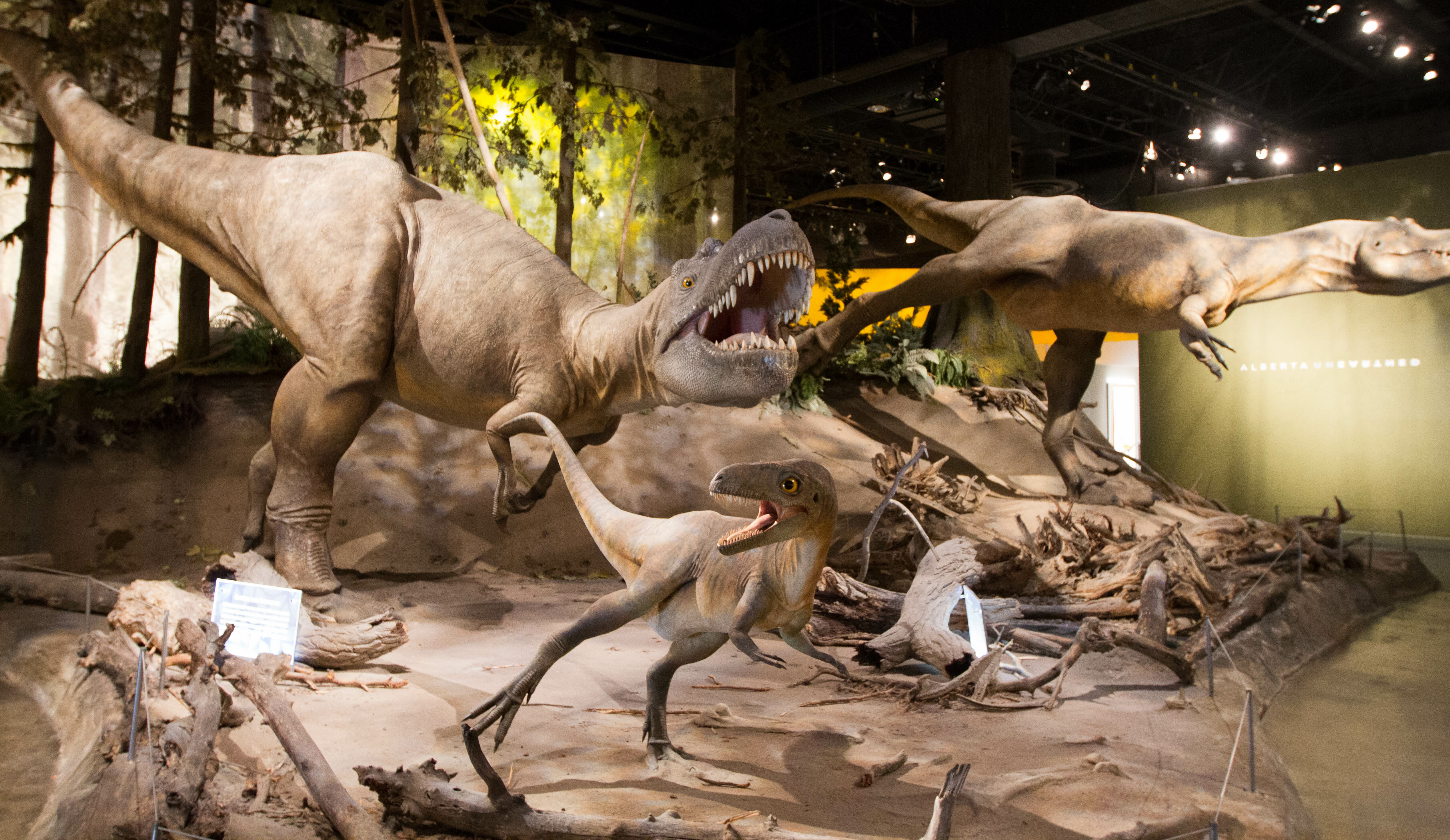
Raffigurazione dellLAlbertosaurus nella "sala dei dinosauri"

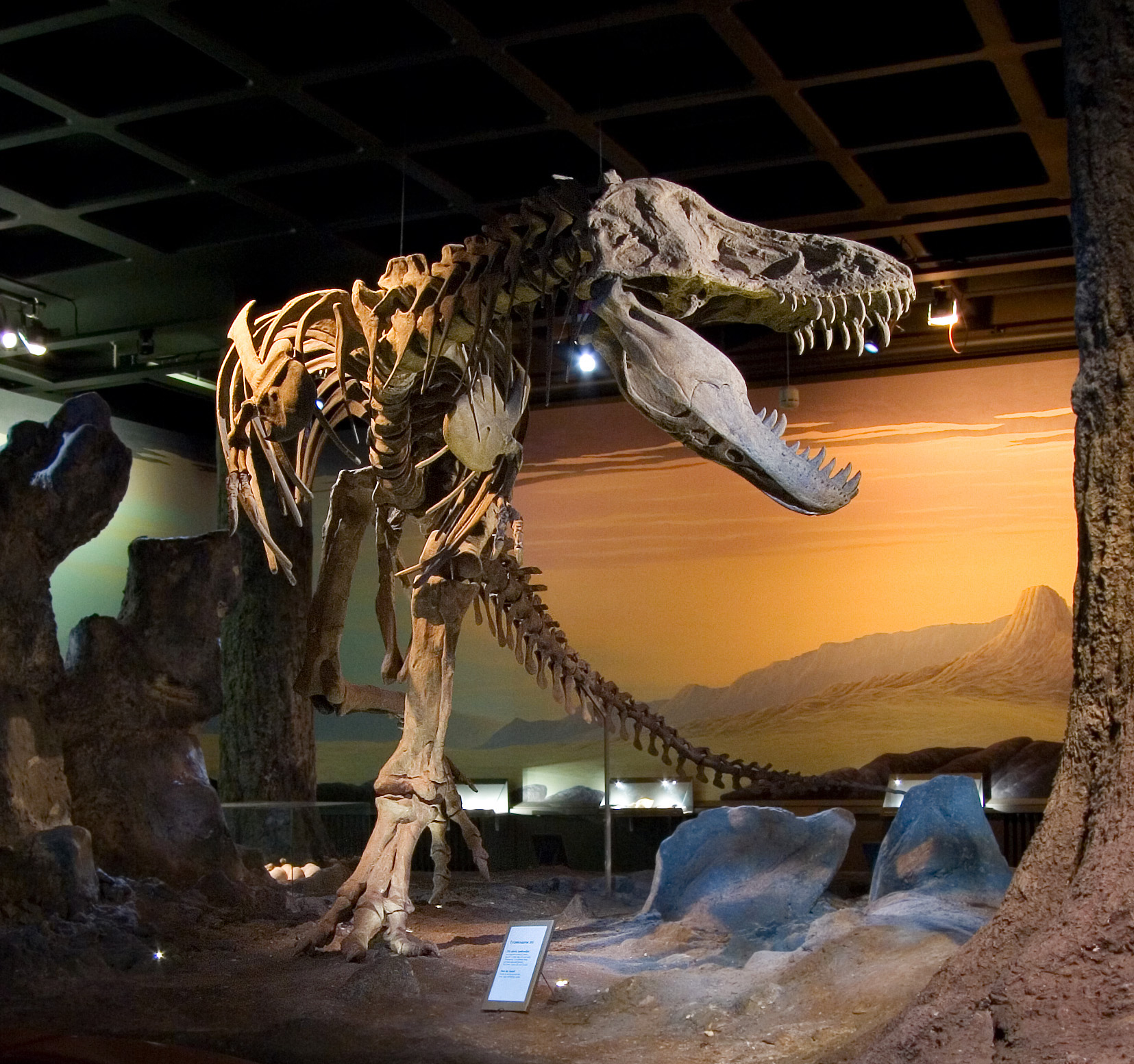
Il Tyrannosaurus rex nella "sala dei dinosauri"

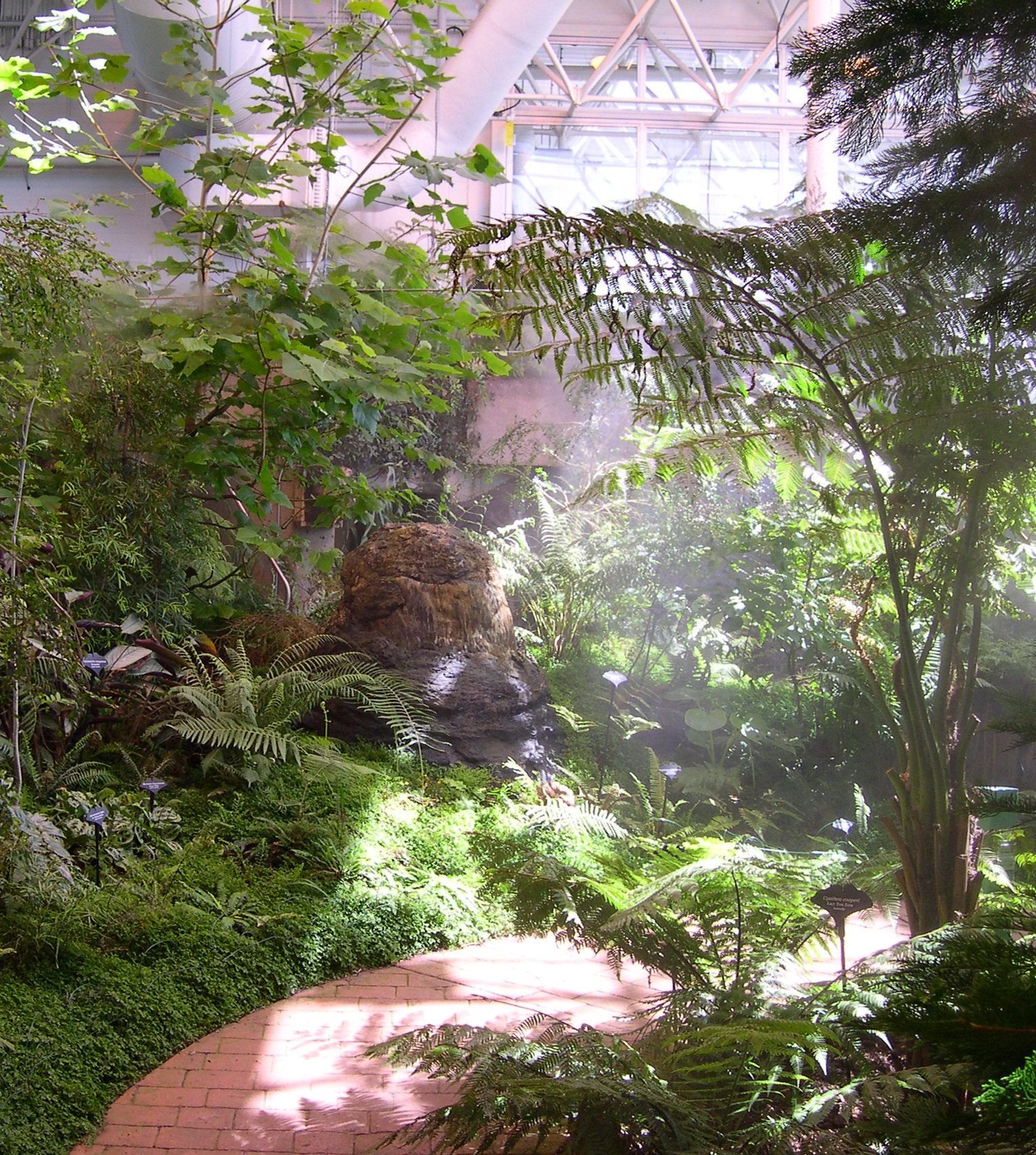
Il "giardino del Cretaceo"

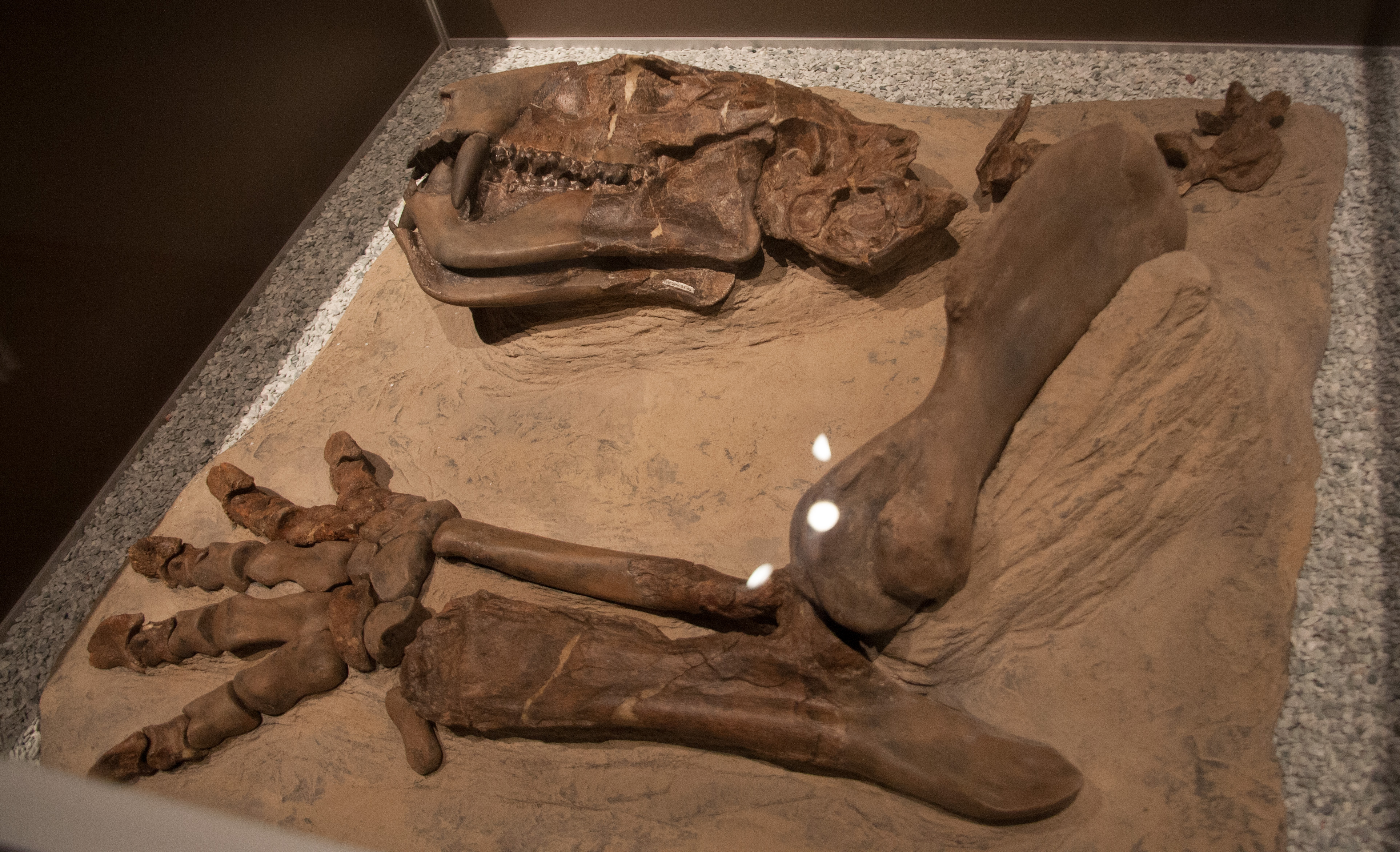
Fossile di un mammifero

L'edificio del museo ha una superficie complessiva di 11.200 metri quadrati e 4.400 sono dedicati all'esposizione delle collezioni, organizzate in una serie di gallerie cronologiche che coprono i 3,9 miliardi di anni della storia della vita sulla Terra.
Una delle sale più popolari è la "Dinosaur Hall" ("sala dei dinosauri"), con oltre 40 scheletri di dinosauri ricostruiti: sono esposti esemplari di Tyrannosaurus rex, Albertosaurus, Stegosaurus e Triceratops.
La sala chiamata "Lords of the Land" ("Signori della terra"), ospita una galleria di alcuni dei più pericolosi teropodi conosciuti, originari dell'Alberta, mentre prende il nome dall'argillite di Burgess ("Burgess Shale"), un diorama con la ricostruzione di animali provenienti dal Parco nazionale Yoho (Yoho National Park) in Columbia Britannica.
La "Devonian Reef" ("Scogliera devoniana") è un modello in scala reale di una scogliera del Devoniano (375 milioni di anni fa),  il "Cretaceous Garden" ("giardino del Cretaceo"), recentemente rinnovato, ospita esempi di piante che vivenano nell'Alberta durante il Cretaceo e  "Age of Mammals" ("Età dei mammiferi) ed "Ice ages" rappresentano la vita dei mammiferi nel Cenozoico.
Il "Triassic Giant" ("Gigante del Triassico") è un fossile di 160 metri quadri che conserva i resti del più grande rettile marino conosciuto, uno shastasauro (specie Shastasaurus sikanniensis), dell'ordine degli ittiosauri, lungo 21 metri. Il fossile fu scoperto sulle rive del fiume Sikanni Chief, nel nord est della Columbia Britannica da una squadra di ricercatori condotta da Elizabeth Nicholls, al tempo curatrice della sezione dei rettili marini e morta nel 2004.
Una finestra aperta sul "Preparation Lab" (laboratorio delle preparazioni) consente ai visitatori di guardare i tecnici al lavoro per preparare i fossili per la ricerca e per l'esposizione.